# Акалифа
Ака́лифа, или Лисохвост (лат. Acálypha) — род цветковых растений семейства Молочайные.
Представители рода — однолетние и многолетние травянистые растения, кустарники, небольшие деревья. Листья яйцевидной формы, с пильчатыми краями. Цветки мелкие, собраны в колосовидные соцветия.
Некоторые виды культивируются как декоративно-цветущих растений. Все части растений содержат ядовитый сок, поэтому при выращивании акалифы следует соблюдать осторожность.

## Виды
По информации базы данных The Plant List (2013), род включает 454 вида. Некоторые из них:
- Acalypha australis L. — Акалифа южная
- Acalypha chamaedrifolia (Lam.) Müll.Arg. — Акалифа ползучая
- Acalypha dikuluwensis P.A.Duvign. & Dewit
- Acalypha hispida Burm.f. — Акалифа щетинистая, или Акалифа щетинистоволосистая
- Acalypha wilkesiana Müll.Arg. — Акалифа Уилкса

## Агротехника
| Температура       | Высокая, зимой не ниже +16.                                               |
| Освещение         | Интенсивное, с притенением от прямых солнечных лучей.                     |
| Полив             | Обильный в период активного роста, не допускать засыхания земляного кома. |
| Влажность воздуха | По мере необходимости.                                                    |
| Пересадка         | По мере необходимости.                                                    |
| Размножение       | Верхушечными черенками.                                                   |